# Саркырама (Байдибекский район)
Саркырама (каз. Сарқырама) — село в Байдибекском районе Туркестанской области Казахстана. Входит в состав Бугунского сельского округа. Код КАТО — 513649500.

## Население
В 1999 году население села составляло 643 человека (330 мужчин и 313 женщин). По данным переписи 2009 года, в селе проживало 727 человек (387 мужчин и 340 женщин).